# Habib Beye
Habib Frédéric Beye (Suresnes, 1977. október 19. – ) szenegáli válogatott labdarúgó, edző.

## Pályafutása

### Klubcsapatban
Suresnesben született, Franciaországban. 1997-ben mutatkozott be a Paris Saint-Germain második csapatában. 1998-ban a Strasbourg szerződtette, melynek tagjaként 2001-ben megnyerte a francia kupát. 2003-ban az Olympique Marseille lett az új csapata, melynek színeiben 2004-ben bejutott az UEFA-kupa döntőjébe. 2007 és 2012 között Angliában játszott. 2007 és 2009 között a Newcastle United, 2009 és 2012 között az Aston Villa csapatában szerepelt. A 2011–12-es szezonban kölcsönadták a Doncaster Rovers együttesének, ahol honfitársai közül El Hadji Diouf és Lamine Diatta is ott játszott akkoriban.    

### A válogatottban
2001 és 2008 között 35 alkalommal szerepelt az szenegáli válogatottban és 1 gólt szerzett. Részt vett a 2004-es, a 2006-os és a 2008-as afrikai nemzetek kupáján, mellette tagja volt a 2002-es afrikai nemzetek kupáján ezüstérmet szerzett válogatott keretének és részt vett a 2002-es világbajnokságon is.

## Sikerei, díjai
RC Strasbourg
- Francia kupagyőztes (1): 2000–01

Olympique Marseille
- Intertotó-kupa (1): 2005
- Francia kupadöntős (2):  2005–06, 2006–07
- UEFA-kupa döntős (1): 2003–04

Aston Villa
- Angol ligakupadöntős (1):  2009–10

Szenegál
- Afrikai nemzetek kupája döntős (1): 2002